# (1704) Wachmann
(1704) Wachmann – planetoida z grupy pasa głównego asteroid okrążająca Słońce w ciągu 3 lat i 115 dni w średniej odległości 2,22 au. Została odkryta 7 marca 1924 roku w Landessternwarte Heidelberg-Königstuhl w Heidelbergu przez Karla Reinmutha. Nazwa planetoidy pochodzi od Arno Wachmanna (1902-1990), niemieckiego astronoma. Przed nadaniem nazwy planetoida nosiła oznaczenie tymczasowe (1704) A924 EE.